# A Vitagraph Romance
A Vitagraph Romance és un curtmetratge mut de la Vitagraph, dirigit per James Young i protagonitzat per Clara Kimball Young i James Morrison. La pel·lícula, ambientada en gran part dins dels propis estudis de la Vitagraph, es va estrenar el 18 de setembre de 1912.

## Argument
La filla del senador Carter es troba un dia llegint a la platja de Coney Island quan coneix Charles Mackay, l'escriptor del que està llegint una novel·la. Ràpidament els dos joves s'enamoren però quan més tard Charles demana la mà de la noia al seu pare, aquest s'hi nega. Per allunyar-la del noi, el senador ingressa la noia en un internat per a senyoretes. Allà, però, els dos amants es tornen a trobar en una visita al parc i s'acaben fugant. Passat un temps, la parella té problemes econòmics i ella s'enduu el marit a trobar la gent de la Vitagraph que està rodant una pel·lícula i aconsegueix una entrevista amb J. Stuart Blackton, cap de la companyia, que els contracta com a actors. Passat un temps, el senador descobreix una pel·lícula de la seva filla i va a visitar-la als estudis de la Vitagraph. Allà la troba en mig dels actors i es produeix la seva reconciliació.

## Repartiment
- James Morrison (Charles Mackay)
- Clara Kimball Young (Caroline Carter)
- Edward Kimball (Mr. Carter Senador per Montana)
- Flora Finch (directora de l'internat)
- James Young (ell mateix)
- Florence Turner (ella mateixa)
- Maurice Costello (ell mateix)
- Edith Storey (ella mateixa)
- J. Stuart Blackton (ell mateix, cap de la Vitagraph)
- William “Pop” Rock (ell mateix, cap de la Vitagraph)
- Albert E. Smith (ell mateix, cap de la Vitagraph)
- Ruth Owen (ella mateixa)
- Albert E. Smith (ell mateix)